# Requiem (Album)
Requiem ist das 14. Studioalbum der US-amerikanischen Nu-Metal-Band Korn. Es wurde am 4. Februar 2022 über das Label Loma Vista veröffentlicht.

## Produktion
Das Album wurde von dem Musikproduzenten Chris Collier in Zusammenarbeit mit Korn produziert.

## Covergestaltung
Das Albumcover ist in Schwarz-Weiß gehalten und zeigt den Kopf eines Kleinkindes, der von den Fingern einer Hand umschlossen wird. Quer über dem Cover befindet sich der große Schriftzug Korn, während der Titel Requiem in Grau rechts unten steht.

## Titelliste
| # | Titel                    | Länge |
| - | ------------------------ | ----- |
| 1 | Forgotten                | 3:17  |
| 2 | Let the Dark Do the Rest | 3:40  |
| 3 | Start the Healing        | 3:28  |
| 4 | Lost in the Grandeur     | 3:50  |
| 5 | Disconnect               | 3:27  |
| 6 | Hopeless and Beaten      | 3:59  |
| 7 | Penance to Sorrow        | 3:21  |
| 8 | My Confession            | 3:35  |
| 9 | Worst Is on Its Way      | 4:04  |

## Chartplatzierungen und Singles
Requiem stieg am 11. Februar 2022 auf Platz zwei der deutschen Albumcharts ein und belegte in den folgenden Wochen die Ränge 40 und 89, bevor es die Top 100 verließ.
| ChartsChartplatzierungen       | Höchstplatzierung | Wochen |
| ------------------------------ | ----------------- | ------ |
| Deutschland (GfK)              | 2 (3 Wo.)         | 3      |
| Österreich (Ö3)                | 4 (3 Wo.)         | 3      |
| Schweiz (IFPI)                 | 3 (3 Wo.)         | 3      |
| Vereinigtes Königreich (OCC)   | 8 (1 Wo.)         | 1      |
| Vereinigte Staaten (Billboard) | 14 (1 Wo.)        | 1      |

Am 11. November 2021 wurde der Song Start the Healing als erste Single des Albums veröffentlicht. Die zweite Auskopplung Forgotten erschien am 13. Januar 2022, bevor am 2. Februar 2022 das Lied Lost in the Grandeur als dritte und letzte Single folgte. Keine der Auskopplungen konnte sich in den Charts platzieren.

## Rezeption
Requiem wurde von Kritikern überwiegend positiv bewertet. Die Seite Metacritic errechnete aus sieben Bewertungen englischsprachiger Medien einen Schnitt von 77 %.
Franz Mauerer von laut.de bewertete Requiem mit vier von fünf Punkten. Das Album versuche „keine Sekunde lang, Korn neu zu erfinden,“ sondern falle „mehr wie ein kohärentes, tatsächlich neues beziehungsweise zeitgenössisches Album aus.“ Dabei setze die Band auf „ein insgesamt gedrosseltes Tempo, das ihrem Sound zupasskommt.“ Auch die Produktion trage „dazu bei, das Potenzial von Requiem auszufüllen.“
David Hune vom SLAM alternative music magazine nannte das Album „zu jedem Zeitpunkt überzeugend“. Zudem ist er der Meinung, dass es das beste Album der Band der letzten zehn Jahre sei.

## Bestenlisten
| Publikation | Liste                                     | Werk                 | Platz    |
| ----------- | ----------------------------------------- | -------------------- | -------- |
| Consequence | Top 30 Metal and Hard Rock Albums of 2022 | Requiem              | 27       |
| Kerrang     | The 50 best albums of 2022                | Requiem              | 45       |
| Loudwire    | The 50 Best Rock + Metal Albums of 2022 1 | Requiem              | J [ 15 ] |
| Loudwire    | The 50 Best Rock + Metal Songs of 2022 1  | Lost in the Grandeur | J [ 16 ] |
| Metal.de    | Die 50 besten Alben des Jahres 2022       | Requiem              | 50       |
| Revolver    | 25 Best Albums of 2022                    | Requiem              | 15       |